# レオノール・デ・カスティーリャ・イ・ポルトゥガル
レオノール・デ・カスティーリャ（Leonor de Castilla y Portugal, 1307年 - 1359年）は、カスティーリャ＝レオン国王フェルナンド4世と王妃コンスタンサ・デ・ポルトゥガルの長女。アラゴン国王アルフォンソ4世の王妃。甥のカスティーリャ国王ペドロ1世によって殺害された。

## 生涯
もともとはアルフォンソ4世の兄ハイメと結婚する予定であったが、ハイメは修道士となり王位継承を放棄、結婚は成立しなかった。1329年にアラゴン国王アルフォンソ4世の後妻となり、フェルナンド（1329年 - 1363年）とフアン（1330年 - 1358年）を儲けた。夫アルフォンソの死後、前妻テレサ・デ・エンテンサの子であるペドロ4世が即位し、レオノールは息子たちを連れてカスティーリャへ帰国した。レオノールはしばしば国政に介入し、弟のカスティーリャ国王アルフォンソ11世の息子である甥のペドロ1世と対立した。
1358年6月12日、次男フアンがペドロ1世によって殺害された。1年後、レオノール自身もペドロ1世の命令で暗殺された。4年後、長男のフェルナンドも異母兄ペドロ4世によって処刑された。